# Anaulacodesmus broelemanni
Anaulacodesmus broelemanni är en mångfotingart som beskrevs av Carl Graf Attems 1931. Anaulacodesmus broelemanni ingår i släktet Anaulacodesmus och familjen orangeridubbelfotingar. Inga underarter finns listade i Catalogue of Life.